# Hangnem

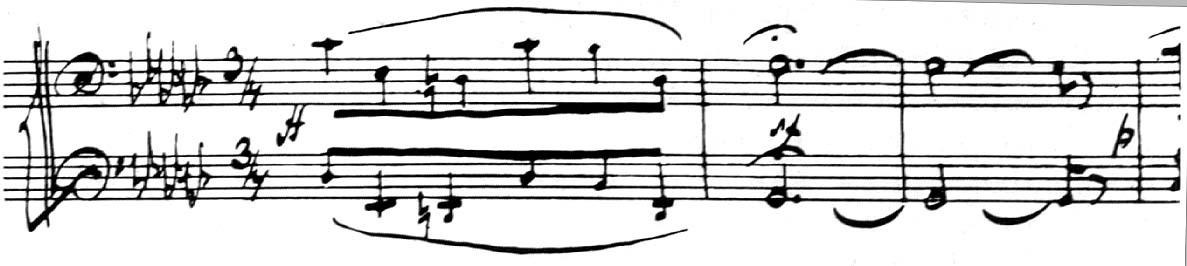
Muszorgszkij kézirata – hat „b” előjegyzéssel

A mai nyugati zene nagy része tonális. Ez azt jelenti, hogy található egy zenei központ, az alaphang (tonika), és egy az alaphangra épülő hangsor, amiből a zenemű építkezik. A zenemű hangsorát és alaphangját együtt nevezzük hangnemnek. A zenedarab hangnemét a kottában általában előjegyzés jelzi.
Például a J.S.Bach: C-dúr Preludium – 2'01"  (BWV 846)  a „c” hangon kezdődik és végződik, hangjait a c-dúr skála adja.

## Példák: dór, dúr, moll

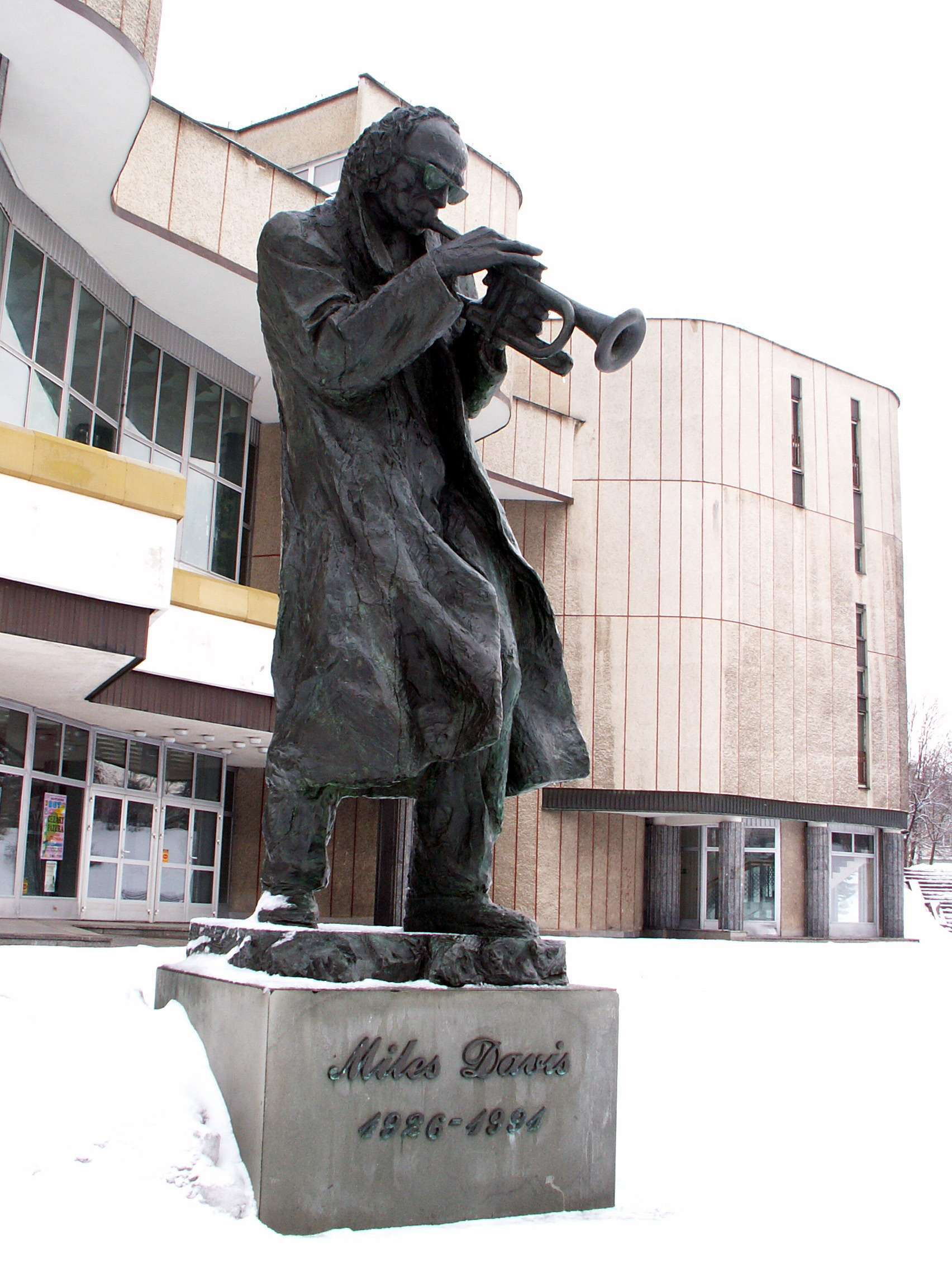
Miles Davis szobra a lengyelországi Kielcében

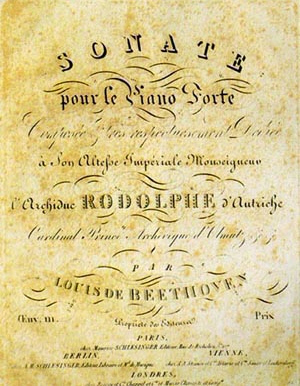
Beethoven: Zongoraszonáta, az első kiadás címlapja

- Miles Davis: So What? – d-dór, esz-dór[1]

Hangnem: d-dór (az egyik egyházi modus)

Alaphang: d

A hangsor szolmizálva:..R_mf_s_l_td_R_mf_s_l_td_R_… (dór)

Hangjai: d, e, f, g, a, h, c, d

Hangnemtípus: moll (a skála kisterccel kezdődik)
- W.A. Mozart: A-dúr klarinétverseny – A dúr

Hangnem: A-dúr

Alaphang (tonika): „a”

A hangsor szolmizálva:…D_r_mf_s_l_tD_r_mf_s_l_tD_.. (ion vagy dúr)

Hangjai:a, h, cisz, d, e, fisz, gisz, a
 
Hangnemtípus: dúr (a skála nagyterccel kezdődik)
 Mozart: A-dúr klarinétverseny K. 622, Allegro
- Beethoven: Zongoraszonáta Opus 111 – c-moll

Hangnem: c-moll

Alaphang: „c”

A hangsor szolmizálva: …L_td_r_mf_s_L_td_r_mf_s_L_… (eol vagy moll)

Hangjai: c, d, esz, f, g, asz, b, c

Hangnemtípus: moll (a skála kisterccel kezdődik)

 Beethoven Opus 111: Zongoraszonáta No. 32 in c-moll

## Skála, tonika, kisterc, nagyterc, hangnemtípus

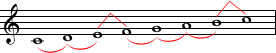
C-dúr skála az egész- és félhanglépések megjelölésével

A hangnem a skála (hangsor, hanglétra) megadásával meghatározza az egymást követő hangközöket: 
- do re mi fa szo la ti do  (dúr hanglétra)

Az alaphangból (tonika) kiinduló  hangközök sora kiválasztja a tizenkétfokú (kromatikus) hanglétra hangjainak egy részét. 
- …C-d-ef-g-a-hC-d-… (C-dúr hanglétra)

Ha a zenemű hanglétrája nagyterccel kezdődik, azaz a harmadik hang az alaphangtól négy félhang lépéssel van feljebb, akkor a zenemű hangnemtípusa dúr.
- C-E nagyterc fel
- C-Asz nagyterc le

Ha a zenemű hanglétrája kisterccel (3 félhang lépés) kezdődik, akkor a zenemű hangnemtípusa moll.
- C-Esz kisterc fel
- C-A kisterc le

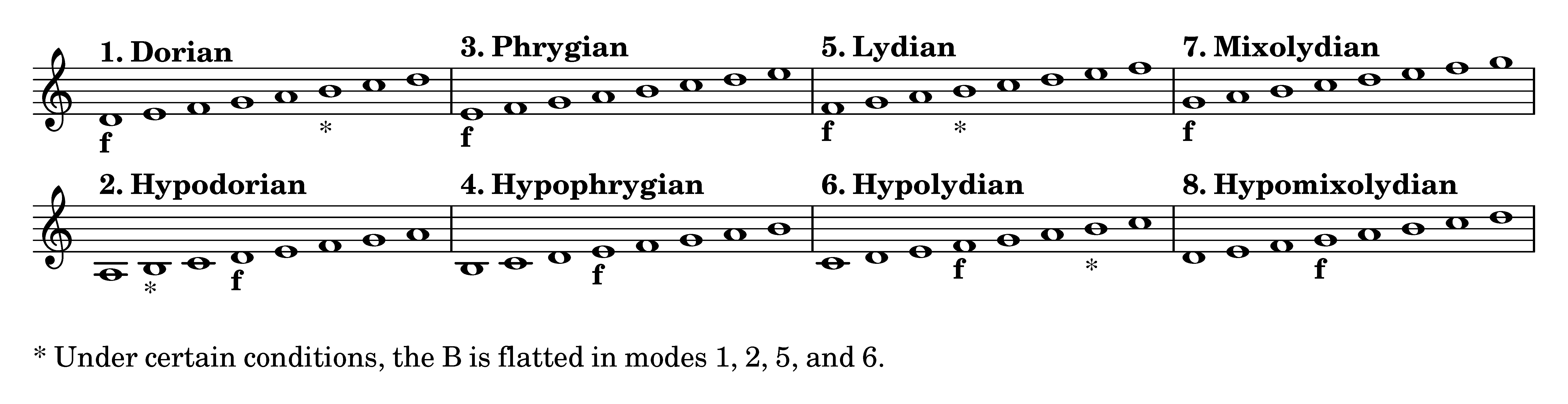
Egyházi hangnemek

A hanglétra első terce alapján az egyházi hangnemeknél (fríg, dór, líd … skálák) is beszélhetünk dúr vagy moll hangnemtípusról.

## Szóhasználat: hangfaj, hangnem, hangnemtípus
A hangnem kifejezésről ezt írja Weiner Leó:

„Helyesebb volna: »hangfaj«. A különböző dúrok »faj«-ban különböznek, de »nem«-ben egyeznek (t.i. valamennyien dúrok). […] Viszont dúr és moll egymásnak »nem«-beli ellentétjei; csak az egymáshoz való viszonyukat tekintve beszélhetnénk valamely dúrról és mollról úgy, mint különböző »hangnemek«-ről. – A német »Tonart« kifejezést pontosabban adja vissza a »hangfaj« szó, viszont »hangnem« inkább »Tongeschlecht«-nek felel meg.”

Ezen érvek ellenére ez a szócikk a hangnem szó ma általánosan bevett használatát követi. A szigorúbb értelemben vett hangnemet viszont, a Brockhaus Riemann zenei lexikon magyar változatát követve, hangnemtípusnak nevezi.

## Története

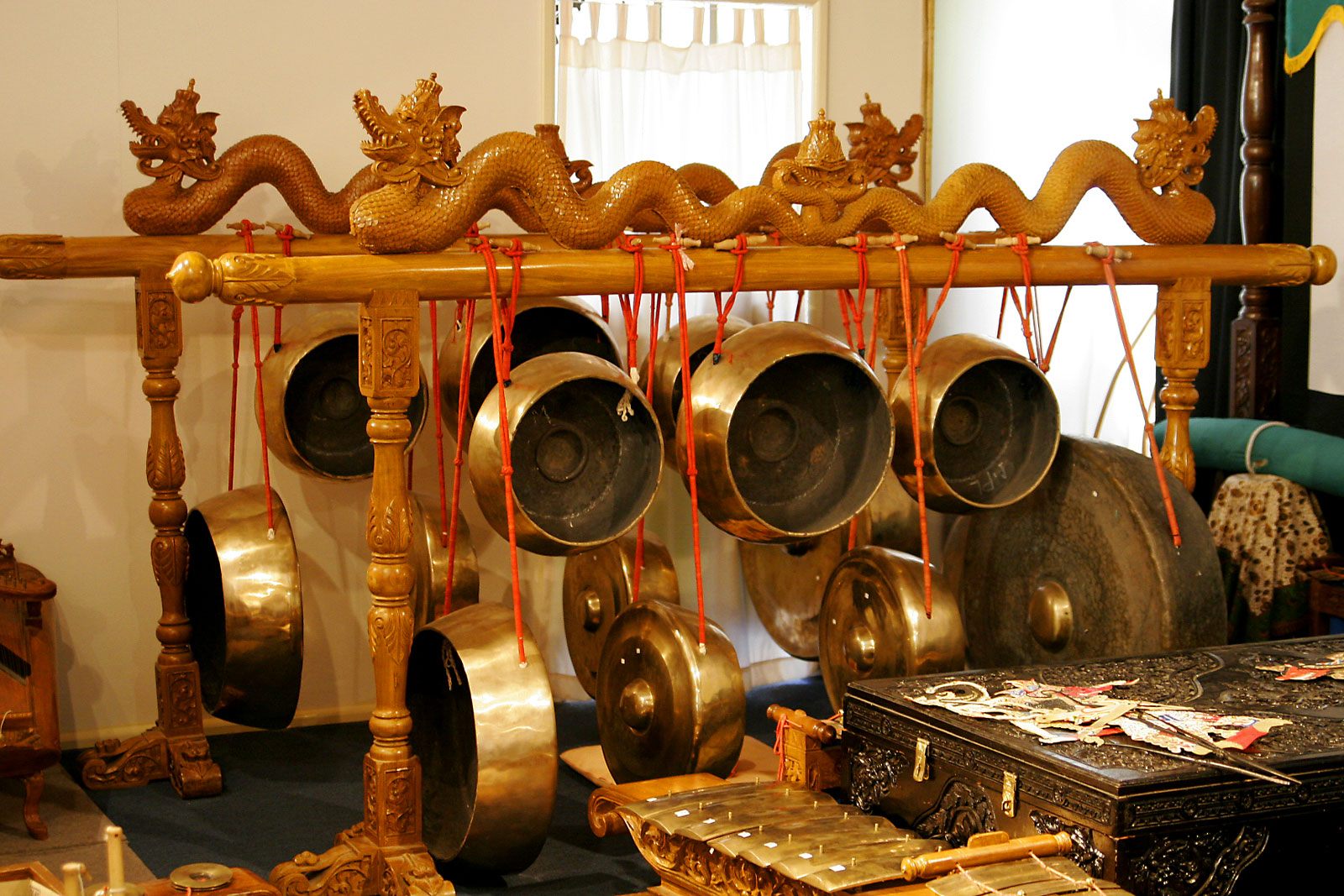
Indonéziai gamelán hangszerek

Ez a szócikk csak a dúr és a moll hangsoron, valamint az egyházi hangsorokon alapuló, tehát modális mai „nyugati” zene hangnemeivel foglalkozik.
Más hangsorokat használó hangrendszerekben is találhatóak azonban hangnemek. Így például ismeretes ez a fogalom a klasszikus arab vagy az indiai zenében is.
Nem mindig létezett a hangnem, és ma sem minden zene ismeri a hangnemeket. A hangnem egyrészt korokhoz és kultúrákhoz kötött jelenség, másrészt a modern „nyugati” zenében is fontos szerephez jut a hangnem-nélküli, sőt a hangnemek megkötöttségét tudatosan kerülő zene. Atonális zene, tizenkétfokúság, dodekafónia), mikrotonalitás a továbbvezető fogalmak.
 Arnold Schönberg Op.24 – az öt első ütem

## A skálának is van hangneme
A skálának, azaz hanglétrának lényegéhez tartozik, hogy a hozzá tartozó hangokat lépcsőzetesen sorolja fel.
Ezzel szemben…hangnemnek nevezzük a dallamban foglalt hangkészlet hangjainak összességét, a hangoknak egymáshoz való vonzódását,… összetartozását, egy közös alap, a tonika köré való csoportosulását.
Ha a hanglétrát elénekeljük, az is ad egy dallamot. Ennek a dallamnak kapcsán már van értelme azt mondani, hogy a skálának is van hangneme és hangnemtípusa.

## A transzponálás és hatása
A zenedarabok nagy részéhez megnevezhető egy hangnem, amiben a legfontosabb részei, elsősorban a kezdete és vége, mozog. A darab belsejében azután, például modulálás segítségével, más hangnemek is megjelenhetnek.
Transzponálásnak viszont azt nevezzük, ha a teljes zenedarabnak úgy változtatjuk meg a hangnemét, hogy más alaphangról indulunk, de a skálát, és ezáltal a hangközöket és dallamokat elvileg változatlanul hagyjuk.
A dúr továbbra is dúr marad, a moll megmarad mollnak, stb.
Az egyes hangnemek hatása eltér azonban egymástól, ezért fontos a hangnem (például C-dúr) megadása, nem elegendő csupán a skálát (dúr) megjelölni.
Ezért adjuk meg a hangnemet a zenedarabok megnevezésében is. Például: „Ludwig van Beethoven 9. szimfónia (d-moll), op. 125, 1823”.
Leopold Mozart Hegedűiskolájában így ír a hangnemek jelentőségéről:
Ha netán úgy is tűnnék, hogy valamennyi ma használatos hangnemet a bé vagy kereszt hozzátételével a C-dúrból vagy a-mollból ültették át, miért kelt az eredetihez képest a hallgató kedélyében egészen más hatást?
És ha ezeket nem lehet egymástól megkülönböztetni, miért tudja a gyakorlott muzsikus egy zene hallatán azonnal megmondani annak hangnemét?[forrás?]
A hangolási rendszerből adódó belső dallam- és harmóniabeli eltérések olyan  daraboknál különösen érzékelhetők, amelyek érintik az összes hangnemet, ilyen például Johann Philipp Kirnberger (1721-1783) Musicalisches Circulja.
A következő tényezők játszanak szerepet abban, hogy a zenemű hatása transzponáláskor megváltozik:
1. A dallamok magasabban vagy alacsonyabban szólalnak meg.
2. Megváltozik a dallam, mert a hangközök a hangolás folytán nem egyenletesek.
3. A hangszereknek megvan a sajátos rezonanciájuk.
4. Azáltal, hogy ugyanaz a zenedarab könnyebben vagy nehezebben játszható az egyik hangnemben, mint a másikban, másként is sikerülhet az előadása.
5. A hallgatónak a megszokás és a tradíció folytán kész elvárásai vannak.

Vegyük ezeket az okokat közelebbről szemügyre, majd nézzük meg, hogyan csapódnak le a hangnemek és hangnemtípusok sajátos hatásában.

### Magasabb vagy mélyebb hang

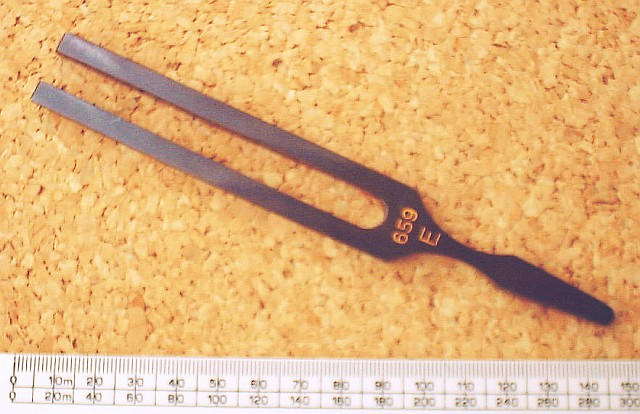
659 Hz-es „E” hangvilla

Akinek nincs abszolút hallása, az nem vesz észre kisebb változást a hangmagasságban.
Kisebb különbségek a hangmagasságban régebben sem játszottak akkora szerepet a zenedarab hatásában, mint a hangolás.
A 18. században például nem volt kötött a kamarahang, pontosabban helyi hagyományok voltak a meghatározók.
Ekkor ugyanaz az akkord lehetett Cisz-, D- és Esz-dúr aszerint, hogy mi volt a kamarahang frekvenciája. Ha viszont a hangmagasságban nagyobb eltérés van, az a nem abszolút hallásúak számára is észrevehető.

### Egészhangköz nem egyenlő egészhangközzel
A komolyzenében máig gyakran olyan hangolás van használatban, ami nem egyenletes.
Az úgynevezett tiszta hangolásban például ha a d-a kvint tisztán van hangolva, akkor a g-d kvint nem lehet tiszta.
Ha viszont a g-d kvint tiszta, akkor a d-a nem lehet tiszta.
A különbség érzékeltetése hangmintákkal:
- C-kadencia tiszta d-a kvinttel
- C-kadencia tiszta g-d kvinttel

A nem egyenletes hangolás miatt a transzponáláskor megváltozik a hangközök nagysága, tehát kissé megváltozik a dallam, megváltozik a hangzás.

### A hangszerek rezonanciája

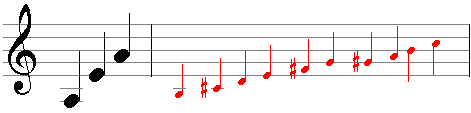
A bolgár gdulka (térdhegedű) rezonanciái. Baloldalt a dallam, jobboldalt pirossal a rezonátor húrok hangjai.

Az akusztikus hangszerek, különösképpen a fúvósok, sajátos rezonanciájuk folytán nem minden hangot tudnak, vagy nem egyforma jól képezik. Ezt a zeneszerzők is figyelembe veszik, a klarinétok és a kürtök hallgatnak, amikor a zene a tonikától éppen messze jár.[forrás?]
Ugyancsak akusztikus okoknál fogva, nem minden hanghoz szólalnak meg egyforma gazdagságban felhangok. Egyes hangnemek ezért „üresen csengenek”.
Vannak hangszerek, amelyek külön rezonátor húrokkal vannak ellátva, de a zenekar minden egyes hangszere maga is rezonátorként működik. Ha például egy másik hangszer éppen g, d, a vagy e hangot játszik, a hegedűk g, d, a és e hangokra hangolt húrjai „együtt énekelnek” a játszó hangszerrel. Hasonló dolgot tapasztalhatunk akkor is, ha az üres húrok hangjának valamely nem túl sokadik felhangja szólal meg. Ez a rezonancia más helyeken, vagy egyáltalán nem szólal meg egy transzponált műnél.

### Az előadás nehézségei

Az egyes hangszereken, azok játéktechnikájától függően, az egyik hangnemben könnyebb, a másik hangnemben nehezebb a játék. Gyakran előfordul, hogy egy darabot az énekes hangfekvésébe kell transzponálni. Egy-egy darabot ezért szokás transzponálva játszani.

## A hangnemek és a hangnemtípusok sajátos hatása
Ha pedig meg kell nevezni, hogy az egyes hangnemeknek mi is a sajátos jellege, már igencsak megoszlanak a vélemények. 
Még az azonos korban és zenei szokásrendszerben élő egyének ítélete is eltérhet egymástól.

## Keresztek és bék – a hangnemek jelölése

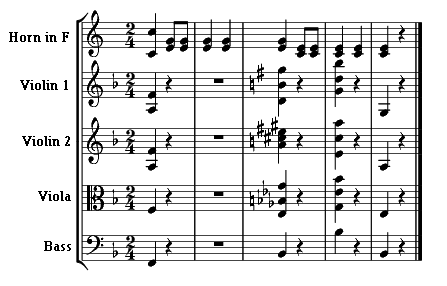
Mozart kísérlete több hangnem egyidejűségével